# Mistrzostwa Europy Strongman 1997
Mistrzostwa Europy Strongman 1997 – doroczne, indywidualne zawody europejskich siłaczy.
Data: 1997 r.

Miejsce:  Holandia
WYNIKI ZAWODÓW:
| Miejsce | Zawodnik             | Kraj      | Punkty           |
| ------- | -------------------- | --------- | ---------------- |
| 1.      | Riku Kiri            | Finlandia | 63               |
| 2.      | Magnús Ver Magnússon | Islandia  | 56,5             |
| 3.      | Berend Veneberg      | Holandia  | 53,5             |
| 4.      | Wout Zijlstra        | Holandia  | 49               |
| 5.      | Magnus Samuelsson    | Szwecja   | 46               |
| 6.      | Flemming Rasmussen   | Dania     | 42               |
| 7.      | Paul Smeets          | Holandia  | 41               |
| 8.      | Heinz Ollesch        | Niemcy    | 34               |
| 9.      | Jamie Reeves         | Anglia    | 30,5             |
| 10.     | Svend Karlsen        | Norwegia  | 25,5             |
| 11.     | Stasys Mėčius        | Litwa     | 15               |
| 12.     | Gary Taylor          | Walia     | 8 (kontuzjowany) |